# منفلكونة
مُنفلكونة أو مُنفلكوني أو (نقحرة: مونفالكوني) هي بلدة ومدينة تابعة لمقاطعة غُرِتْسِيَة في فريولي فينيتسيا جوليا، شمال إيطاليا، وتقع على خليج مُنفلكونة. مُنفلكونة تعني «جبل الصقر» باللغة الإيطالية.
وهي مركز صناعي رئيسي لتصنيع السفن والطائرات والمنسوجات والكيماويات والنفط المكرر. وهو مقر شركة فيكنتييري لبناء السفن البحرية.

## جغرافية

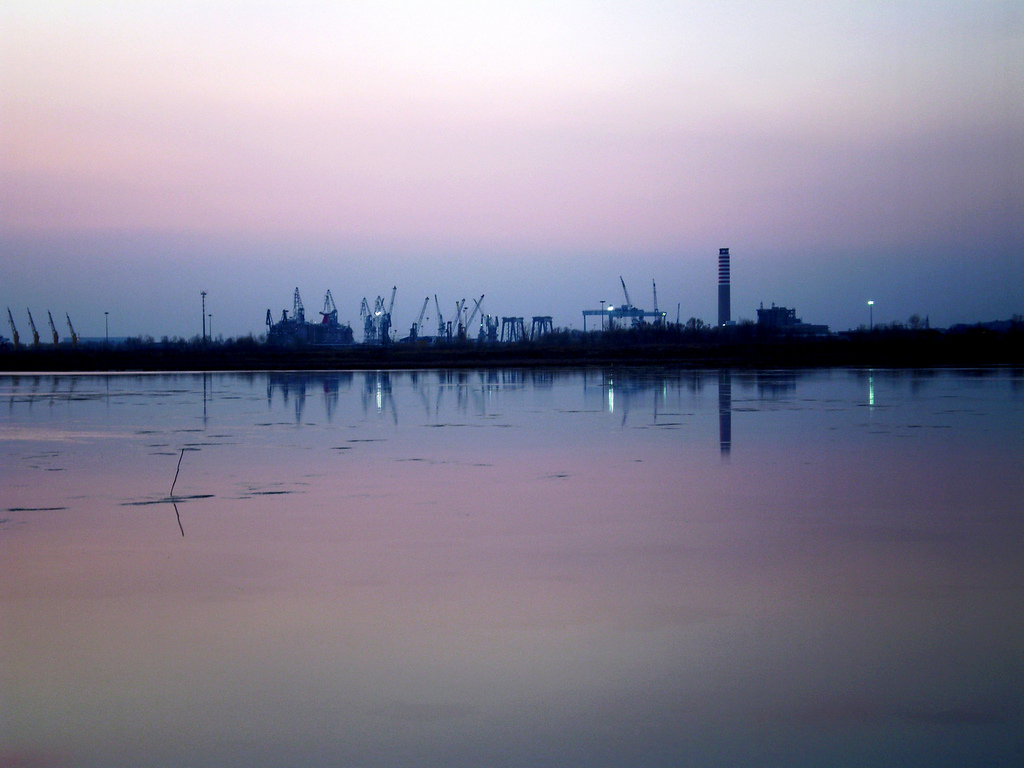
منفذ Monfalcone

مُنفلكونة هي خامس أكثرالمدن أكتضاضا بالسكان في فريولي فينيتسيا جوليا والمركز الرئيسي أراضي بيسياكاريا. بأنضمام هذه إلى المدينة إلى أحيائها، ويبلغ عدد سكانها حوالي 50000 ألف نسمة. تقع المدينة بين تلال كارست وساحل البحر الأدرياتيكي، وهي أقصى ميناء شمالي للبحر الأبيض المتوسط.

## التاريخ
في العصورالسابقة على التاريخ، كانت منطقة مُنفلكونة تضم العديد من القرى المحصنة تسمى كاستيليري . بعد تأسيس مدينة أكويليا الرومانية (181 قبل الميلاد)، تم إنشاء بعض المباني الحرارية على التلال، والمعروفة باسم إنسولاي كلاراي .
بعد هيمنة القوط الشرقيين والبيزنطيين واللومبارد والفرنكيين، سيطر بطاركة أكويليا على مُنفلكونة بدءًا من عام 967. احتلها الفينيسيون عام 1420 بعد ثلاثة أيام من الحصار، وابقائها حتى عام 1511، عندما سقطت في على الفرنسيين. وبعد أن احتلها فينيسيا في الماضي، خربتها قوات إمبراطور هابسبورغ ماكسيميليان الأول في عام 1513، الذي دمر قلعة روكا. في عام 1521 أعيد إلى جمهورية البندقية، التي ظلت في إطارها حتى حل المعاهدة بموجب معاهدة كامبو فورميو عام 1797.

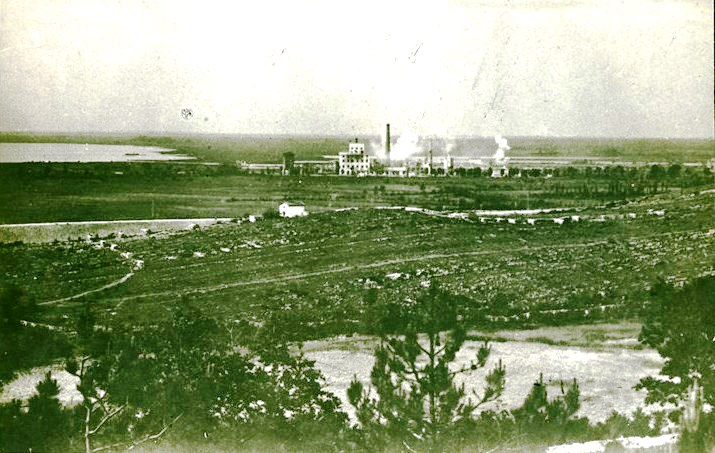
مصانع Adria في مُنفلكونة أثناء القصف النمساوي في الحرب العالمية الأولى

من عام 1805 كان يسيطر عليها الإمبراطورية الفرنسية حتى سقوط نابليون عام 1814، وبعد ذلك تم ضمها في مملكة إيليريا، وهي جزء من الإمبراطورية النمساوية. تم دمج هذه في المنطقة في أرض التاج غوريزيا وغراديسكا، وهي تنتمي إلى الساحل النمساوي منذ عام 1849. نشأت أولى سفن السفن من حوالي عام 1908 فصاعدًا، ومن بينها شركة كانتيير نافايل تريستينو التي تقوم ببناء سفن بخارية لخط أوسيو أمريكانا الذي يقع في تريست. خلال الحرب العالمية الأولى تم الأستيلاء على المدينة من قبل القوات الإيطالية على المدينة في عام 1915 وأصبحت خط الخلفية خلال معارك الدموية إيسونزو، والتي أستعادت لفترة وجيزه من قبل والمجر بعد معركة كابوريتو عام 1917، لكنها عادت إلى إيطاليا في عام 1918. تعرضت أحواض بناء السفن لأضرار جسيمة بسبب القتال المرير وكان لا بد من إعادة بنائها بعد ذلك. خلال الحرب العالمية الثانية تعرضت المدينة للقصف بشكل متكرر ولحقت بها أضرار جسيمة، وأصبحت مركزًا للمقاومة الإيطالية بعد هدنة كاسيبيل، واحتلت لفترة وجيزة من قبل القوات اليوغوسلافية في نهاية الحرب.

## المعالم السياحية الرئيسية
- قلعة الجرجير. تعود أصولها إلى القرون الوسطى (وفقًا لأسطورة، أسسها ثيودريك العظيم، ملك القوط الشرقيين)، ويعود ظهورها الحالي إلى عمليات الترميم الفينيسية في أوائل القرن السادس عشر. يضم الداخل معرضًا لعلم الكهوف.
- حديقة الحرب العالمية الأولى
- منطقة كارست
- كاتدرائية القديس أمبروز
- الفيلات والحرامات الرومانية: تم العثور على العديد من بقايا الفيلات الرومانية في أراضي بلدية مُنفلكونة. المواقع هي موضوع البحث الأثري ولكنها ليست مفتوحة للجمهور. يوجد أيضًا حرم يعود تاريخه إلى العصر الروماني وما تبقى من الصرح القديم مدرج الآن في المنشأة الحرارية الحالية التي أعيد تنشيطها في عام 2014.[5]

## المواصلات
محطة سكة حديد مُنفلكونة التي تم أفتتاحها في عام 1860، هي ملتقى طريق بين سكة حديد البندقية - تريست وخط سكة حديد أوديني - تريست.
تم الاحتفاظ بسجلات البناء وتصميم اللسفن التي تم أنتاجها في ساحة مُنفلكونة للسفن رقم 1 من عام 1909 - 1967 في أرشيف فوندو إيغون ميسيو (أرشيف إيغون ميسيو).

## مشاهير
- إنريكو توتي (1882-1916)، راكب دراجة، قُتل في معركة إيسونزو السادسة في مُنفلكونة
- أنطونيو سانت إيليا (1888-1916)، مهندس معماري، قُتل في معركة إيسونزو الثامنة في مُنفلكونة.
- فيليبو زاباتا (1894-1994)، مهندس، عمل في مُنفلكونة
- ميركو جرودين (1911-1967)، لاعب كرة قدم
- جينو باولي (مواليد 1934)، مغني وكاتب أغاني
- باولو روسي (مواليد 1953)، ممثل
- ستيفانو زوف (مواليد 1966)، ملاكم
- مو-دو (فابيو فريتيللي، 1966-2013)، موسيقي
- نشأت إليسا توفولي (مواليد 1977)، مغنية وكاتبة أغاني، في مُنفلكونة
- ماسيميليانو فيرساتشي (مواليد 1972)، عالم

## علاقات دولية

### المدن التوأم - المدن الشقيقة
مُنفلكونة توأمت مع:
- نيوماركت في النمسا، أستراليا
- غاليبولي، إطاليا
- كاردينيز إريغلي، تركيا
- زونجولداك، تركي

## روابط خارجية
- الموقع الرسمي باللغة الإيطالية